# 브룬 상수
브룬 상수(Brun's constant)는 쌍둥이 소수의 역수를 모두 합한 값이다.
1919년 노르웨이 수학자 비고 브룬(Viggo Brun)은 다음과 같은 쌍둥이 소수의 역수의 합이 수렴한다는 결과를 발표했다. 이 결과를 브룬의 정리라 부른다.
두 개의 연속된 소수, 즉 쌍둥이 소수를 다루므로, 브룬 상수는 보통 {\displaystyle B_{2}}라고 표기한다.
{\displaystyle \mathbb {P} =\{2,3,5,7,\cdots \}}이 소수의 집합이라고 하자. 그러면 브룬 상수는 다음과 같이 정의된다.
{\displaystyle B_{2}:=\sum _{p\in \mathbb {P} ,\ p+2\in \mathbb {P} }\left({\frac {1}{p}}+{\frac {1}{p+2}}\right)}
{\displaystyle =\left({1 \over 3}+{1 \over 5}\right)+\left({1 \over 5}+{1 \over 7}\right)+\left({1 \over 11}+{1 \over 13}\right)+\left({1 \over 17}+{1 \over 19}\right)+\cdots }
이 값은 대략 1.9021605831에 근접하며, 최초 발표자의 이름을 따 이 상수를 쌍둥이 소수에 대한 브룬 상수라고 불린다.
만약 이 수가 무한한 수였다면 쌍둥이 소수의 무한성이 증명되었을 것이지만, 이 수는 앞에서 봤듯 한 수에 수렴한다.
그러므로 브룬 상수에 의해서 쌍둥이 소수의 무한성은 증명되지도 반증되지도 못한다.
이와 비슷하게 네 쌍 소수(4의 간격을 둔 두 쌍의 쌍둥이 소수)에 대한 브룬 상수 {\displaystyle B_{4}}는 다음과 같이 정의된다.
{\displaystyle B_{4}:=\sum _{p\in \mathbb {P} ,\ p+2\in \mathbb {P} ,\ p+6\in \mathbb {P} ,\ p+8\in \mathbb {P} }\left({\frac {1}{p}}+{\frac {1}{p+2}}+{\frac {1}{p+6}}+{\frac {1}{p+8}}\right)}
{\displaystyle =\left({1 \over 5}+{1 \over 7}+{1 \over 11}+{1 \over 13}\right)+\left({1 \over 11}+{1 \over 13}+{1 \over 17}+{1 \over 19}\right)+\cdots }
이 값은 대략 0.875088380에 근접한다.

## 브룬 상수의 분리
{\displaystyle g(n)} 및 {\displaystyle G(n)}을 다음과 같이 정의하자.
{\displaystyle g(n):=(n{\textrm {th}}\ {\textrm {element}}\ {\textrm {of}}\ \left\{p\ |\ p\geq 5,p\in \mathbb {P} ,p+2\in \mathbb {P} \right\})}
{\displaystyle G(n):=(n{\textrm {th}}\ {\textrm {element}}\ {\textrm {of}}\ \left\{p+2\ |\ p\geq 5,p\in \mathbb {P} ,p+2\in \mathbb {P} \right\})}
또한 실수 L, U를 다음과 같이 정의하자.
{\displaystyle L=\sum _{n=1}^{\infty }{{1} \over {g(n)}}=1.059064\cdots }
{\displaystyle U=\sum _{n=1}^{\infty }{{1} \over {G(n)}}=0.843096\cdots }
그러면 브룬 상수 {\displaystyle B_{2}}는 다음과 같이 주어진다.
{\displaystyle B_{2}=L+U=1.9021605831\cdots }
이다. 또한, {\displaystyle P(n)}을 다음과 같이 정의하자.
{\displaystyle P(n):=(n{\textrm {th}}\ {\textrm {element}}\ {\textrm {of}}\ \left\{p(p+2)\ |\ p\in \mathbb {P} ,p+2\in \mathbb {P} \right\})}
그러면 상수 {\displaystyle B}는 다음과 같이 주어진다.
{\displaystyle B=\sum _{n=1}^{\infty }{{1} \over {P(n)}}}
{\displaystyle ={{1} \over {3\cdot 5}}+{{1} \over {5\cdot 7}}+{{1} \over {11\cdot 13}}+\cdots }
{\displaystyle ={{L-U} \over {2}}}
{\displaystyle =0.10798397495\cdots }

## 세쌍둥이 브룬 상수
트리플릿(세쌍둥이, Triplets) 브룬 상수는 위의 쌍둥이 브룬 상수처럼 규칙적인 일련의 3개의 소수로 이루어지는 소수들의 합의 값이다.
{\displaystyle B_{3b}:=\sum _{p\in \mathbb {P} ,\ p+4\in \mathbb {P} ,\ p+6\in \mathbb {P} }\left({\frac {1}{p}}+{\frac {1}{p+4}}+{\frac {1}{p+6}}\right)}
{\displaystyle =\left({{1} \over {7}}+{{1} \over {11}}+{{1} \over {13}}\right)+\left({{1} \over {13}}+{{1} \over {17}}+{{1} \over {19}}\right)+\left({{1} \over {37}}+{{1} \over {41}}+{{1} \over {43}}\right)+\cdots }
{\displaystyle =0.837113212411\cdots }

## 같이 보기
- 골롬-딕맨 상수